# Tadeusz Jeszke
Tadeusz Konstanty Jeszke (ur. 18 lutego 1894 w Gorzycach, zm. wiosną 1940 w Katyniu) – kapitan administracji Wojska Polskiego, kawaler Krzyża Walecznych, ofiara zbrodni katyńskiej.

## Życiorys
Urodził się 18 lutego 1894 roku w Gorzycach, w powiecie żnińskim, w rodzinie Wacława, nauczyciela, i Walerii z Grubińskich. Od 1900 do 1918 mieszkał w Skokach, gdzie jego ojciec był nauczycielem, a po odzyskaniu niepodległości pierwszym polskim kierownikiem szkoły podstawowej. Absolwent Wyższej Szkoły Handlowej w Poznaniu i Wyższej Szkoły Tkackiej w Berlinie. Zmobilizowany do armii niemieckiej i wysłany na front zachodni. Walczył pod Nancy, Reims i Verdun. Po demobilizacji późną jesienią 1918 roku wrócił do Wielkopolski i brał udział w walkach powstania wielkopolskiego. Dowodził grupą powstańców ze Skoków. Po rozejmie w Trewirze w lutym 1919 roku pozostał wojsku. W 1920 roku ukończył ośmiomiesięczny kurs uzupełniający dla aspirantów oficerskich w Wielkopolskiej Szkole Podchorążych Piechoty w Poznaniu i awansował do stopnia podporucznika piechoty ze starszeństwem z dniem 1 czerwca 1919 roku oraz przydziałem do 9 pułku strzelców wielkopolskich (późniejszy 67 pułk piechoty) w Brodnicy. Mianowany dowódcą kompanii. Od lipca 1919 roku walczył na froncie litewsko-białoruskim.  
W okresie międzywojennym pozostał w wojsku. Awansował do stopnia porucznika piechoty ze starszeństwem z dniem 1 stycznia 1921. W 1923 jako porucznik ze starszeństwem z dniem 1 stycznia 1921 i 43. lokatą w korpusie oficerów piechoty służył w 68 pułku piechoty. W 1924 jako oficer nadetatowy 68 pp przeniesiony do 4 Dywizji Piechoty na stanowisko II oficera sztabu. Później został przeniesiony do Korpusu Ochrony Pogranicza i przydzielony do 28 batalionu odwodowego. W kwietniu 1928 roku został przeniesiony z KOP do 22 pułku piechoty w Siedlcach, a później do 5 pułku piechoty Legionów w Wilnie na stanowisku oficera mobilizacyjnego. W czerwcu 1934 roku został przeniesiony do Biura Wojskowego Ministerstwa Przemysłu i Handlu na stanowisko kierownika kancelarii mobilizacyjnej. Na stopień kapitana został awansowany ze starszeństwem z dniem 19 marca 1937 roku. Służbę w Biurze Wojskowym MPiH pełnił do 1939 roku.
W kampanii wrześniowej aresztowany przez Sowietów 17 września 1939 i początkowo przetrzymywany w obozie przejściowym w Kamieńcu Podolskim. Według stanu na grudzień 1939 był jeńcem obozu w Kozielsku. Między 28 kwietnia 1940 przekazany do dyspozycji naczelnika smoleńskiego obwodu NKWD – lista wywózkowa 052/4, poz. 87, nr akt 2926 z 27 kwietnia 1940. Został zamordowany 30 kwietnia 1940 przez NKWD w lesie katyńskim. Zidentyfikowany podczas ekshumacji prowadzonej przez Niemców w 1943, zapis w dzienniku ekshumacji pod datą 22 maja 1943. Przy szczątkach znaleziono kartę szczepień obozowych, wizytówki, różaniec. Figuruje na liście AM-239-2715 i liście Komisji Technicznej PCK pod numerem GARF-100-02715. Nazwisko Jeszkego znajduje się na liście ofiar (pod nr 2116) opublikowanej w Gońcu Krakowskim nr 149 i w Nowym Kurierze Warszawskim nr 151 z 1943. Pochowany w IV Bratniej Mogile. Krewni do 1994 poszukiwali informacji przez Biuro Informacji i Badań Polskiego Czerwonego Krzyża w Warszawie. W Archiwum Robla (pakiet  0747-06) w kalendarzyku znalezionym przy szczątkach Feliksa Gadomskiego na liście oficerów figuruje nazwisko Jeszkego. Pochowany na Polskim Cmentarzu Wojennym w Katyniu. 
Tadeusz Jeszke był żonaty z Marią z Tylczyńskich (ślub w 1925), z którą miał córkę Krystynę (ur. 1929) i syna Leszka (ur. 1925).

## Ordery i odznaczenia
- Krzyż Walecznych[13]
- Medal Niepodległości – 20 lipca 1932 „za pracę w dziele odzyskania niepodległości”[14]
- Srebrny Krzyż Zasługi – 19 marca 1937 „za zasługi w służbie wojskowej”[15]
- Krzyż Kampanii Wrześniowej – pośmiertnie 1 stycznia 1986[16]
- Krzyż Żelazny II klasy (Cesarstwo Niemieckie)

## Upamiętnienie
5 października 2007 minister obrony narodowej Aleksander Szczygło mianował go pośmiertnie na stopień majora. Awans został ogłoszony 9 listopada 2007, w Warszawie, w trakcie uroczystości „Katyń Pamiętamy – Uczcijmy Pamięć Bohaterów”.
Tablica pamiątkowa na bramie cmentarza parafialnego w Skokach.